# 冬 gonna love ♥
『冬 gonna love ♥』（ふゆ・ゴナ・ラヴ）は、日本のヒップホップユニット、Heartsdalesの13枚目のシングルである。2006年1月25日発売。発売元はespionage records。

## 概要
- 通常盤と初回限定盤の2種リリース。初回限定盤にはDVD付き。
- PV監督は井上強。

## 収録曲

### CD
1. 冬 gonna love ♥ [4:35]
作詞：Jewels・Rum／作曲：SiZK
2. Who you gonna love? (English Ver.) [4:43]
作詞：Jewels・Rum／作曲：SiZK
3. 冬 gonna love ♥ (Magdarise Remix) [4:35]
編曲：Magdarise
4. 冬 gonna love ♥ (Inst) [4:37]
5. Heartsdales DJ BOSS Super Mega-Mix [10:21]
Girls Don't Cry feat.CRAZY A／Color of Love／WILD／Oh Girl feat. 山本領平
編曲：DJ BOSS

### DVD（初回限定盤のみ）
1. gonna love ♥ (Promotion Video) [4:35]
2. fantasy (LIVE @ SHIBUYA CLUB QUATTRO)

## 楽曲の収録アルバム
- オリジナル『Ultra Foxy』（2006年2月22日）
- リミックス『Heart Attack 3～The Remixes&Video Clips～』（2006年5月24日）
※Magdarise Remix
- ベスト『THE LEGEND』（2006年7月12日）
- オムニバス『Girls Be Ambitious!!』（2008年3月26日）
- オムニバス『Wonderful Tunes ?Love Winter?』（2008年12月26日）
- オムニバス『C-Love Fragrance』（2009年2月25日）